# Favignana
Favignana é uma comuna italiana da região da Sicília, província de Trapani, com cerca de 4.106 habitantes. Localiza-se na ilha de mesmo nome, que se estende por uma área de 37 km², tendo uma densidade populacional de 111 hab/km².

## Demografia
| Variação demográfica do município entre 1861 e 2011                               |
|                                                                                   |
| Fonte: Istituto Nazionale di Statistica (ISTAT) - Elaboração gráfica da Wikipedia |